# Ciprian Porumbescu (település)
Ciprian Porumbescu (Stupca) település Romániában, Bukovinában, Suceava megyében.

## Fekvése
Paltionasától 8,5 km-re fekvő település.

## Leírása
A falu nevét 1350-ben említette először oklevél, ekkor Stupca néven nevezték.
1616-ban Ștefan Tomșa fejedelem hozta létre a falu melletti kolostort.
Itt hunyt el Ciprian Porumbescu (1853-1883), neves román zeneszerző. 1953-ban az addig Stupca néven ismert falut róla nevezték el. A család egykori házából megmaradt nyárikonyhában emlékmúzeumot létesítettek (Casa Memoriala Ciprian Porumbescu), itt találhatók a zeneszerző személyes használati tárgyai, kéziratai.

## Hivatkozások

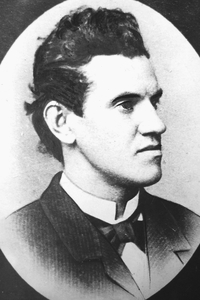
A zeneszerző, Ciprian Porumbescu (1853-1883) arcképe